# Andrzej Jamiołkowski
Andrzej Edmund Jamiołkowski (ur. 22 marca 1946 w Toruniu) – polski fizyk i nauczyciel akademicki, rektor Uniwersytetu Mikołaja Kopernika w Toruniu (w latach 1993–1999 i 2005–2008).

## Życiorys
Jest absolwentem Wydziału Fizyki Uniwersytetu Warszawskiego (1969). Po ukończeniu studiów rozpoczął pracę naukową na Uniwersytecie Mikołaja Kopernika, gdzie w 1973 uzyskał stopień doktora, a w 1983 doktora habilitowanego. W 1991 objął stanowisko profesora nadzwyczajnego. W latach 60. ponad cztery lata przebywał na zagranicznych stypendiach, m.in. w Monachium, Oldenburgu i Marburgu.
W latach 1986–1993 pełnił funkcję prorektora, a od 1993 do 1999 funkcję rektora Uniwersytetu Mikołaja Kopernika. W latach 1999–2001 był wiceprzewodniczącym Rady Głównej Szkolnictwa Wyższego i przewodniczącym Komisji Finansów RG. W latach 2002–2004 przewodniczył Państwowej Komisji Akredytacyjnej I kadencji. W marcu 2005 ponownie został wybranym na rektora UMK. Zastąpił na tym stanowisku profesora Jana Kopcewicza. Funkcję tę sprawował do 31 sierpnia 2008. Został zastąpiony przez Andrzeja Radzimińskiego.
Był przewodniczącym stowarzyszenia byłych stypendystów Fundacji im. Aleksandra von Humboldta Societas Humboldtiana Polonorum. W 1992 został redaktorem naczelnym czasopisma „Reports on Mathematical Physics” oraz autorem lub współautorem kilkudziesięciu artykułów, kilku monografii i podręczników z dziedziny fizyki teoretycznej.
Odznaczony Krzyżem Kawalerskim Orderu Odrodzenia Polski (1999). W 2014 otrzymał wyróżnienie Convallaria Copernicana.